# Südafrikanische Badmintonmeisterschaft 1963
Die Südafrikanische Badmintonmeisterschaft 1963 fand in Port Elizabeth statt. Es war die 13. Austragung der nationalen Titelkämpfe im Badminton in Südafrika.

## Titelträger
| Disziplin    | Sieger                     |
| ------------ | -------------------------- |
| Herreneinzel | C. Bartlett                |
| Dameneinzel  | Jane Byram                 |
| Herrendoppel | P. Griffin C. Bartlett     |
| Damendoppel  | Sandra Bartlett J. Greener |
| Mixed        | C. Bartlett Kay Stavridis  |